# Bandera de Gijón

Bandera de la Provincia Marítima de Gijón.

La bandera de Gijón (Asturias) es rectangular, de un largo igual a tres medios su ancho, blanca, con un ribete rojo de un ancho equivalente a un quinto del de la bandera. Lleva el escudo de armas del Ayuntamiento en el centro.
Tiene su origen en la contraseña asignada a la provincia marítima de Gijón por Real Orden de 30 de julio de 1845, que indicaba las "contraseñas que deben largar en el tope mayor los buques mercantes de las diferentes provincias marítimas españolas, al mismo tiempo que arbolan en el pico el pabellón nacional, para distinguirse unos de otros en la mar y a la vista de los puertos".
La única norma legal que la regula en la actualidad como bandera propia del Concejo es el Reglamento de Organización, Funcionamiento y Régimen Jurídico del Ayuntamiento de Gijón, de 10 de septiembre de 2004 (BOPA de 2 de octubre de 2004). En su Título V, Capítulo I, Artículo 64, dice:

Tratamiento, bandera y escudo que le corresponde. El Ayuntamiento de Gijón tiene, en virtud del reconocimiento oficial hecho con anterioridad y de la costumbre en su manejo, el tratamiento de Ilustre; la bandera formada por un rectángulo blanco bordeado de rojo y el escudo con la efigie de Don Pelayo, todo ello en la forma tradicionalmente utilizada hasta la fecha.

Es decir, se indica que la bandera ha de tener "la forma tradicionalmente utilizada hasta la fecha". Al remitirse a la legislación original, el ribete ha de ser de un ancho igual a 1/5 del ancho de la bandera. Por ejemplo, una bandera de 100 x 150 cm (ancho x largo), conlleva un ribete de 20 cm. Esto contradice el actual "Manual de Identidad Gráfica" del Ayuntamiento, que, aunque no tiene valor legislativo alguno, indica que el ancho del ribete equivale a 1/10 del largo de la bandera (15 cm para el mismo ejemplo de antes). 
El mencionado manual indica que el escudo de la bandera es polícromo, debiendo utilizarse rojo Pantone 485, amarillo Pantone 116, verde Pantone 355, plata Pantone 877, y negro Pantone Process Black.
| pantone 485 | pantone 116 | pantone 355 | pantone 877 | pantone P. Black |  |
| ----------- | ----------- | ----------- | ----------- | ---------------- |  |
| ROJO        | AMARILLO    | VERDE       | PLATA       | NEGRO            |  |
|             |             |             |             |                  |  |

Nota: Los tonos mostrados son meramente aproximativos y no tratan de representar fielmente las posiciones correspondientes de la gama Pantone.